# Phalacronothus carinulatus
Phalacronothus carinulatus är en skalbaggsart som beskrevs av Victor Ivanovitsch Motschulsky 1863. Phalacronothus carinulatus ingår i släktet Phalacronothus och familjen Aphodiidae. Inga underarter finns listade i Catalogue of Life.